# Фофана, Яя
Яя Кадер Фофана (фр. Yaya Kader Fofana; род. 12 июня 2004, Йопугон, Лагюн) — малийский футболист, полузащитник клуба «Реймс».

## Клубная карьера
Родился в Кот-д’Ивуаре. Воспитанник малийского клуба «Африк Футбол Элит» из Бамако. 12 августа 2022 года подписал контракт сроком на 5 лет с французским клубом «Ланс». Играл за молодёжную и вторую команды. Летом 2023 года перешёл в «Реймс». В январе 2024 года впервые сыграл за главную команду — в Кубке Франции. В Лиге 1 дебютировал 4 февраля 2024 года, выйдя на замену на 82-й минуте домашнего матча 20-го тура чемпионата против «Тулузы» (2:3).